# ブロードリンク
ブロードリンク(英: BROADLINK co.,Ltd.)は、東京都中央区に本社を置き、パソコン買取・オフィス不要品買取などのデータ処理を行う日本の企業。

## 沿革
- 2000年：WEBシステムの開発及び通信サービス・機器の販売を目的として設立。
- 2003年：中古パソコンの催事販売を開始。
- 2005年：本社を東京に移転。
- 2006年：オンサイト(出張)データ消去サービス開始。
- 2009年：全拠点ISO27001の認証取得。
- 2011年：BROADLINK FDS, INC.（米国カルフォルニア州）設立。
- 2014年：年間での中古PC取扱い台数が100万台を突破。
- 2017年：42都道府県で産業廃棄物収集運搬免許を取得。
- 2019年：2019年神奈川県HDD転売・情報流出事件により、営業活動を一か月停止[1]。
- 2020年：安全品質委員会を設置。新安全基準を発表[2]。
- 2020年：上述の事件の影響もあり、名古屋支社、福岡支社、仙台支社、沖縄支社と広島営業所を閉鎖。従業員30人を解雇。
- 2021年：業界初の数・種類・期間変更自由のサブスク型オフィス家具利用サービス「オフィスク」を開始。